# 贝拉 (阿尔梅里亚省)
贝拉，是西班牙安达卢西亚自治区阿尔梅里亚省的一个市镇。 总面积58km2, 总人口7664人（2001年），人口密度132人/km2。